# Technical Difficulties
Technical Difficulties es el tercer álbum de estudio de la banda estadounidense de heavy metal Racer X, publicado en 1999 en Japón por Mercury Records y al año siguiente en los Estados Unidos a través del sello Shrapnel. Es el primer disco desde Second Heat de 1987 y marcó el regreso de la agrupación después de diez años de silencio, no obstante, el guitarrista Bruce Bouillet fue el único que no quiso participar de esta reunión.
Cabe señalar que la canción instrumental que le da el título al álbum, «Technical Difficulties», es una pista retrabajada de «Metal Dog» de Paul Gilbert que apareció en el video instructivo Terrifyng Guitar Trip de 1994. Además, la canción se incluyó en el videojuego Brütal Legend de 2009 y fue versionada por el dúo 2Cellos en su disco In2ition de 2012. Por su parte, «B.R.O.» es un acrónimo de «Bach Rip-Off», una especie de homenaje a «Y.R.O.» incluida en el álbum debut de 1986, Street Lethal.

## Lista de canciones
| N.º | Título                                         | Escritor(es)              | Duración |  |
| 1.  | «Phallic Tractor» (instrumental)               | Gilbert, Travis           | 0:56     |  |
| 2.  | «Fire of Rock»                                 | Gilbert                   | 4:57     |  |
| 3.  | «Snakebite»                                    | Gilbert, Martin, Travis   | 4:23     |  |
| 4.  | «Technical Difficulties» (instrumental)        | Gilbert, Travis           | 4:21     |  |
| 5.  | «Miss Mistreater»                              | Martin, Bouillet          | 4:32     |  |
| 6.  | «Bolt in My Heart»                             | Gilbert, Martin           | 4:11     |  |
| 7.  | «17th Moon»                                    | Gilbert, Martin, Travis   | 4:06     |  |
| 8.  | «Waiting»                                      | Martin                    | 4:30     |  |
| 9.  | «Poison Eyes»                                  | Gilbert, Martin, Bouillet | 4:18     |  |
| 10. | «B.R.O.» (instrumental - arreglos por Gilbert) | Johann Sebastian Bach     | 1:20     |  |
| 11. | «God of the Sun»                               | Martin, Russ Parrish      | 5:16     |  |
| 12. | «Give It to Me»                                | Gilbert, Martin, Bouillet | 3:16     |  |
| 13. | «The Executioner's Song»                       | Gilbert, Martin, Travis   | 4:09     |  |

| Pista adicional en la edición japonesa y europea |                                                    |                                                     |          |  |
| N.º                                              | Título                                             | Escritor(es)                                        | Duración |  |
| 14.                                              | «Children of the Grave» (versión de Black Sabbath) | Tony Iommi, Ozzy Osbourne, Geezer Butler, Bill Ward | 5:16     |  |

## Músicos
- Jeff Martin: voz
- Paul Gilbert: guitarra
- Juan Alderete: bajo
- Scott Travis: batería